# التعلم القائم على المشاريع

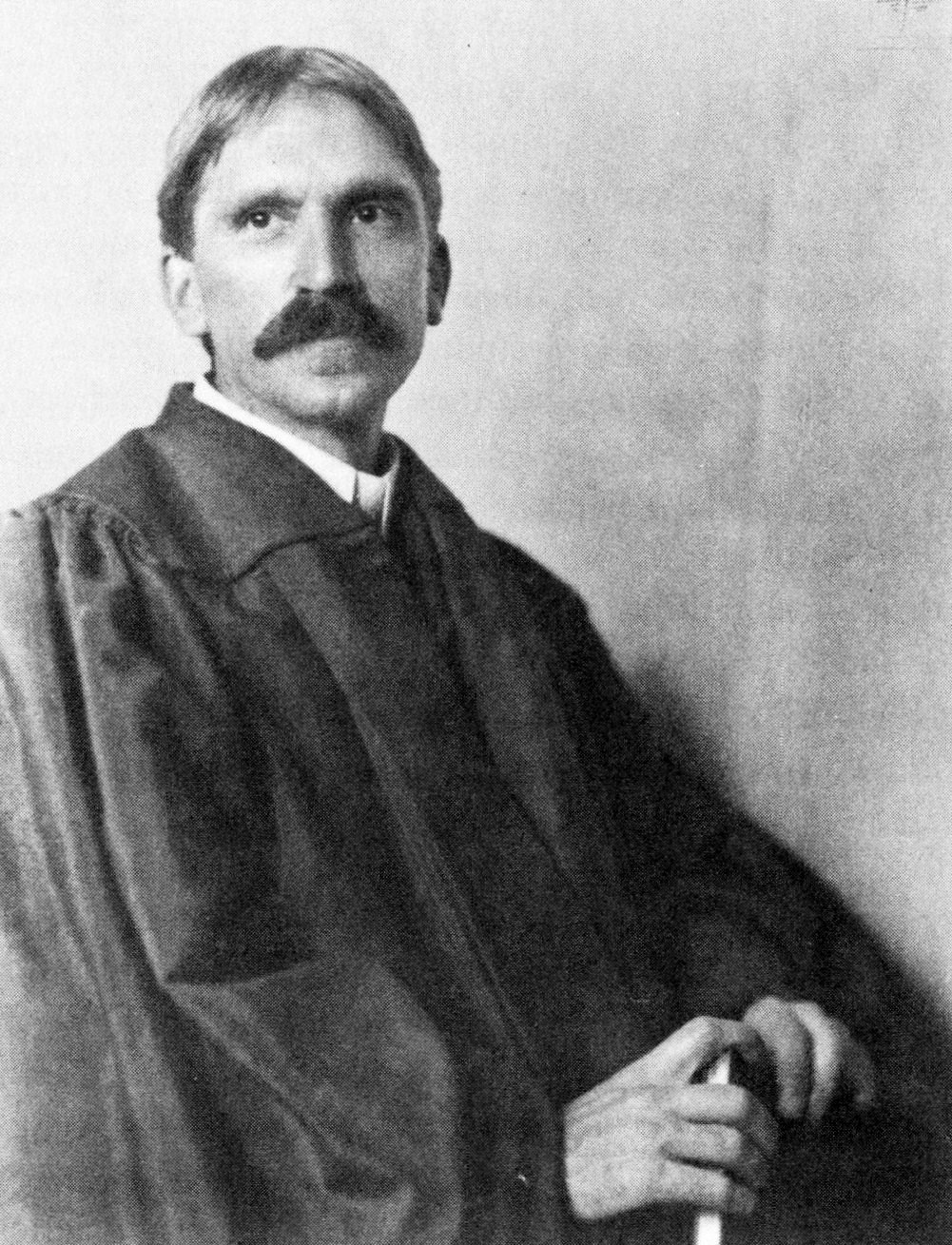
جون ديوي في عام 1902

التعلم القائم على المشاريع هو طريقة تدريس محورها الطالب التي تنطوي على ديناميكي في الفصل الدراسي يعتقد فيه بأن الطلاب يكسبون معرفة أعمق من خلال الاستكشاف النشط للتحديات والمشاكل الواقعية. يتعلم الطلاب حول موضوع ما من خلال العمل لفترة طويلة للتحقيق والرد على سؤال أو تحدي أو مشكلة معقدة. وهو أسلوب من التعلم النشط والتعلم القائم على التحقيق مع الأوراق المستندة إلى الورق أو الحفظ عن ظهر قلب، أو التعليمات التي يقودها المعلم والتي تقدم حقائق ثابتة أو تصور مسارا سلسا للمعرفة من خلال طرح الأسئلة أو المشكلات أو السيناريوهات بدلا من ذلك.

## نبذة
توماس ماركهام (2011) يصف التعلم القائم على المشروع «تدمج المعرفة بالعمل، يتعلم الطلاب على المعرفة وعناصر المنهج الأساسي، ولكنهم يطبقون أيضا ما يعرفونه لحل المشكلات الحقيقية وتحقيق نتائج مهمة. استفاد الطلاب من الأدوات الرقمية لإنتاج منتجات تعاونية عالية الجودة. تعيد تركيز التعليم على الطالب، وليس المنهج وهو التحول الذي يفرضه العالم العالمي والذي يكافئ الأصول غير الملموسة مثل القيادة، والشغف والإبداع والتعاطف والمرونة. لا يمكن تدريسه من كتاب مدرسي، ولكن يجب تفعيله من خلال الخبرة». ربط جيمس جي جرينو (2006) التعلم القائم على المشاريع بمنظور «التعلم القائم»  ومع البنائية نظريات جان بياجيه. بلومنفلد . التوسع في عمليات: «التعلم القائم على المشاريع هو منظور شامل يركز على التدريس من خلال إشراك الطلاب في التحقيق. وفي هذا الإطار الطلاب متابعة حلول غير بديهي المشاكل عن طريق طرح وتكرير أسئلة مناقشة الأفكار، مما يجعل التنبؤات، تصميم خطط و/أو تجارب جمع وتحليل البيانات واستخلاص النتائج، والتواصل أفكارهم والنتائج للآخرين، طرح أسئلة جديدة، وخلق القطع الأثرية.» أساس يكمن في أصالة أو الحياة الحقيقية تطبيق البحث. الطلاب يعملون كفريق يتم إعطاء «القيادة السؤال» الرد أو الجواب، ثم توجه إلى إنشاء قطعة أثرية (أو التحف) لتقديم اكتسبت المعرفة. القطع الأثرية قد تشمل مجموعة متنوعة من وسائل الإعلام مثل كتابات، فن، الرسومات ثلاثية الأبعاد تمثيل، أشرطة الفيديو، التصوير، أو القائمة على التكنولوجيا العروض.
يستشهد أنصار التعلم القائم على المشاريع بفوائد عديدة على لتنفيذ استراتيجياته في الفصل الدراسي بما في ذلك زيادة عمق فهم المفاهيم وقائدة المعرفة الأوسع وتحسين التواصل ومهارات التعامل مع الآخرين/المهارات الاجتماعية ومهارات القيادة المحسنة زيادة الإبداع، وتحسين مهارات الكتابة. آخر تعريف التعلم القائم على المشروع يتضمن النوع من التعليم، حيث يعمل الطلاب معا من أجل حل مشاكل العالم الحقيقي في مدارسهم ومجتمعاتهم. ناجحة في حل مشكلة غالبا ما يتطلب من الطلاب إلى الاعتماد على الدروس المستفادة من عدة تخصصات وتطبيقها بطريقة عملية جدا. وعد من رؤية تأثير حقيقي يصبح الدافع للتعلم.
روج جون ديوي في البداية لفكرة «التعلم بالممارسة». في عقيدي التربوي (1897) عدد ديوي معتقداته فيما يتعلق بالتعليم: «المعلم ليس في المدرسة لفرض أفكار معينة أو لتكوين عادات معينة في الطفل، ولكن هناك كعضو في المجتمع لاختيار التأثيرات التي يجب تؤثر على الطفل ومساعدته في الاستجابة بشكل صحيح لهذه.......أعتقد بالتالي في ما يسمى الأنشطة التعبيرية أو البناءة كمركز للارتباط.»(ديوي 1897) طور البحث التربوي وقد تقدمت هذه الفكرة التعليم والتعلم في منهجية تعرف باسم «التعلم القائم على المشاريع». بلومنفلد وكراجيكي (2006) يستشهد بدراسات ماركس et al., 2004، برشام، 2004 ويليام لين، 2003 الدولة التي «أثبتت الأبحاث أن الطلاب في مشروع التعلم القائم على الفصول الدراسية يحصول على درجات أعلى من الطلاب في الفصول الدراسية التقليدية».
في تقييم الأقران في التعلم الجماعي القائم على المشاريع: ما الذي يجد الطلاب مهم؟ , هاي جونغ وشيوليل (2012) يصف «التسكع» الاجتماعي بأنه جانب سلبي للتعلم التعاوني. قد يتضمن التسكع الاجتماعي أداء غير كاف من قبل من قبل بعض أعضاء الفريق بالإضافة إلى خفض معاييرالأداء المتوقعة من قبل المجموعة ككل للحفاظ على التوافق بين الأعضاء. هؤلاء الكتاب قال ذلك لأن المعلمين يميلون إلى الصف المنتج النهائي فقط، الديناميات الاجتماعية المهمة قد هربا من المعلم إشعار.

## الهيكل
يركز التعلم القائم على المشاريع على أنشطة التعلم طويلة المدى ومتعددة التخصصات التي تركز على الطالب. على عكس الأنشطة الصفية التقليدية التي يقودها المعلم يجب على الطلاب تنظيم عملهم وإدارة أوقاتهم الخاصة في فصل دراسي قائم على المشروع. يختلف التعليم المستند إلى المشروع عن الاستفسار التقليدي من خلال تركيزها على الطلاب التعاونية أو فرد قطعة أثرية البناء تمثل ما يتم تعلمه.
يمنع التعلم القائم على المشاريع أيضا يعطي الطلاب فرصة لاستكشاف المشكلات والتحديات التي لها تطبيقات في العالم الحقيقي، مما يزيد من إمكانية الاحتفاظ بالمهارات والمفاهيم على المدى الطويل.

## عناصر
الفكرة الأساسية للتعليم القائم على المشاريع هي أن مشاكل العالم الواقعي تجذب اهتمام الطلاب وتثير التفكير الجاد بينما يكتسب الطلاب ويطبقون المعرفة الجديدة في سياق حل المشكلات. يلعب المعلم دور الميسر، حيث يعمل مع الطلاب لوضع الأسئلة ذات قيمة وتنظيم المهام ذات المغزى، وتدريب كل من تطوير المعرفة والمهارات الاجتماعية وتقييم ما تعلمه الطلاب من التجربة بعناية. تمثل المشاريع النموذجية مشكلة لحلها (ما هي أفضل طريقة للحد من التلوث في ساحة المدرسة؟) أو ظاهرة للتحقيق (ما الذي يسبب المطر؟). يستبدل غيرها من النماذج التقليدية للتعليم مثل المحاضرة والأنشطة التي تعتمد على الكتب الدراسية والمصنف والاستفسار كطريقة تسليم مفضلة للمواضيع الرئيسية في المناهج الدراسية. إنه إطار تعليمي يسمح للمعلمين لتسهيل وتقييم الفهم الأعمق بدلا من الوقوف وتسليم معلومات واقعية. عمدا يطور الطلاب وحل المشكلات الإبداعية صنع المنتجات للتواصل فهم أعمق للمفاهيم الرئيسية التمكن من القرن ال21 مهارات التعلم الأساسية مثل التفكير النقدي. الطلاب تصبح نشطة الرقمية الباحثين المساعدين من التعلم الخاصة بهم عند المعلمين دليل الطالب على التعلم بحيث يتعلم الطلاب من المشروع في عمليات صنع القرار. في هذا السياق، ببلس هي وحدات التعلم الذاتي من الطلاب القيام أو صنع خلال الوحدة. ليست مجرد «النشاط» (المشروع) عالق في نهاية الدرس أو الوحدة.
- يتم تنظيمه حول سؤال أو تحدي قيادة مفتوح.
- يخلق حاجة لمعرفة المحتوى والمهارات الأساسية.
- يتطلب الاستفسار لمعرفة و/أو إنشاء شيء جديد.
- يتطلب تفكيرا نقديا وحل المشكلات والتعاون وأشالا مختلفة، من التواصل تعرف غالبا باسم مهارات القرن الحادي والعشرين.
- يسمح بدرجة ما من صوت الطالب واختياره.
- يتضمن ملاحظات ومراجعة.
- ينتج عن منتج أو أداء مقدم للجمهور.[12]

## أمثلة

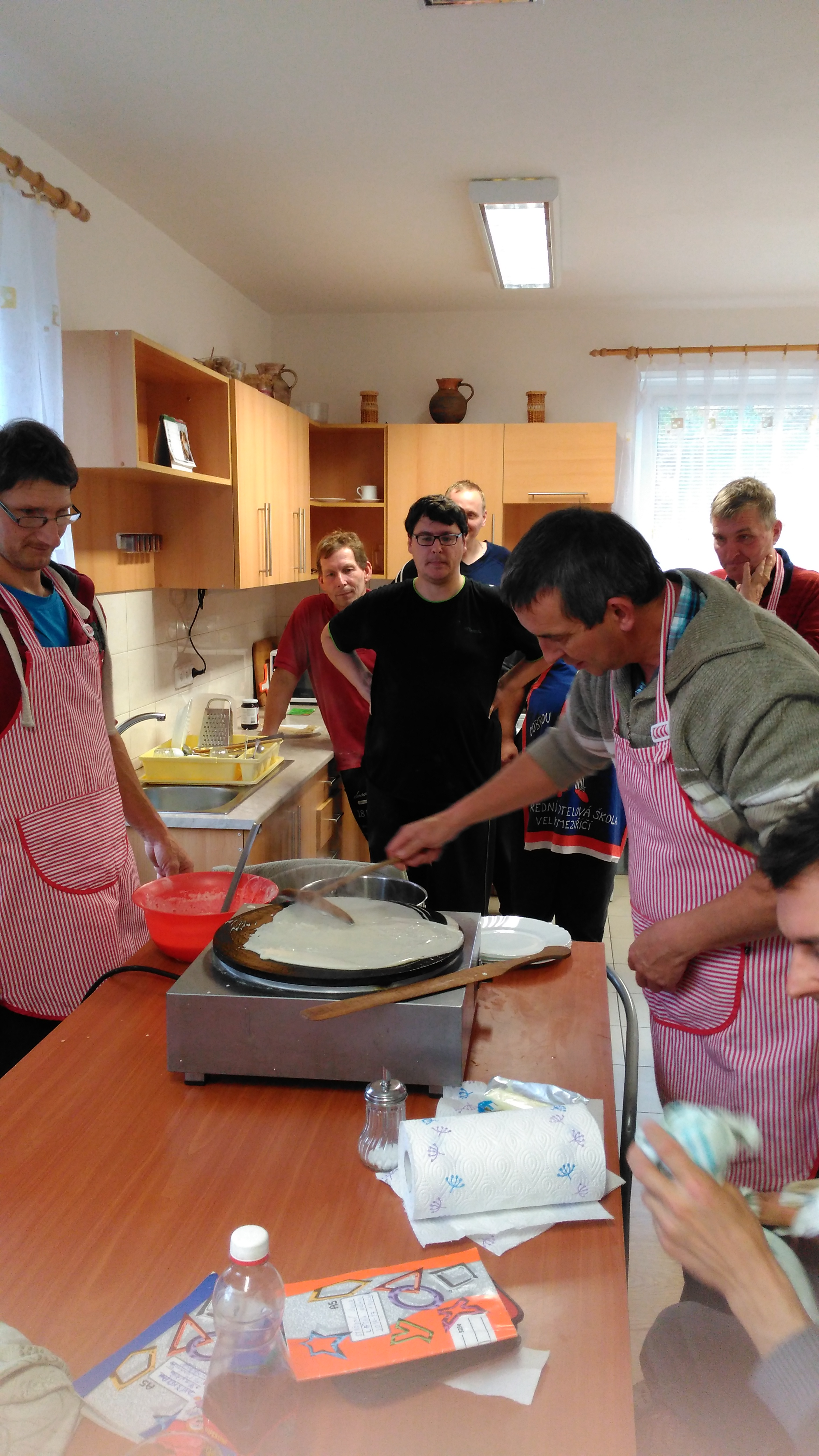
التعلم القائم على المشاريع في المدرسة الثانوية المعهد الأوروبي

على الرغم من أن المشاريع هي الوسيلة الأساسية للتعليم في التعلم القائم على المشاريع، إلا أنه لا توجد معايير مشتركة بشكل عام لما يشكل مشروعا مقبولا. تختلف المشاريع اختلافا كبيرا في عمق الأسئلة التي تُسْتَكْشَفُ، ووضوح أهداف التعلم ومحتوى وهيكل النشاط وتوجيه من المعلم. دور المشاريع في المنهج العام مفتوح للتفسير. يمكن للمشاريع توجيه المنهج بأكمله (أكثر شيوعا في الميثاق أو المدارس البديلة الأخرى) أو تتكون ببساطة من عدد قليل من الأنشطة العملية. قد تكون متعددة التخصصات (على الأرجح في المدارس الابتدائية) أو موضوع واحد (عادة العلوم والرياضيات). تشمل بعض المشاريع الفصل بأكمله، بينما تتم في مجموعات صغيرة أو بشكل فردي. على سبيل المثال، بيرو لندن تقرير نتائج المهمة في الكلية المحيطة خلق التواصل حملة الحرم الجامعي' الاستدامة مكتب، العثور على أنه بعد الانتهاء من المشروع في مجموعات صغيرة من الطلاب بشكل أكثر إيجابية تجاه الاستدامة من قبل العاملين في المشروع.
عند استخدام مع أدوات/مهارات القرن الحادي والعشرين يتوقع من الطلاب استخدام التكنولوجيا بطرق ذات معنى لمساعدتهم على التحقيق في التعلم، والتعاون فيه، وتحليله، وتركيبه وتقديمه. كما ليعكس علم (متعدد التخصصات) وقد استخدمت أيضا أن تعكس التربية حيث التركيز على التكنولوجيا و/أو نهج متعدد التخصصات أدرج.
مثال على المدرسة التي تستخدم منهجا تعليميا قائما على المشروع فكر في المدرسة العالمية. في كل زيارة يقوم بها برنامج فكر المدرسة العالمية يختار الطلاب وحدة تعليمية متعددة التخصصات قائمة على المشاريع المصممة لمساعدتهم على الإجابة عن الأسئلة الرئيسية حول العالم من حولهم. تجمع هذه المشاريع بين عناصر الدراسات العالمية والعلوم والأدب، من بين دورات أخرى. تضمنت المشاريع من السنوات الماضية إعادة هوميروس الأوديسة عن طريق الإبحار عبر اليونان واستكشاف المواقع والمفاهيم المركزية إلى القصيدة الملحمية، بينما في ولاية كيرالا، الهند، الطلاب شاركت في مشروع التعلم القائم على وحدة تتمحور حول مزج التعلم ويسافر إلى نموذج مشروع تجاري. متعدد التخصصات مشروع يهدف إلى تمكين الطلاب من الانخراط في مجالات رئيسية من مجالات حل المشكلات واتخاذ القرارات والاتصال — كل مؤطرة من قبل تطالب المعلمات من "حوض القرش"، أو «عرين التنين» أسلوب المنافسة.
مثال آخر على تطبيق هو المدرسة الثانوية موسكاتاين، وتقع في موسكاتاين، أيوا. بدأت المدرسة (الجيل العالمي المتسارع التعلم) الذي يتكون من المتوسطة والثانوية في «مدرسة داخل المدارس» التي تقدم الديون. على مستوى المدارس الثانوية، يمكن أن تشمل الأنشطة صنع أنظمة تنقية المياه، والتحقيق في خدمة التعلم، أو إنشاء طرق الحافلات الجديدة. في المدرسة المتوسطة المستوى، قد تشمل الأنشطة البحث في القمامة الإحصاءات وتوثيق التاريخ المحلي من خلال المقابلات أو كتابة مقالات حول مطاردة زبال المجتمع. صُمِّمَت الفصول لمساعدة الطلاب المتنوعين على أن يصبحوا جامعيين ومهنيين جاهزين بعد المدرسة الثانوية.
قدمت مؤسسة بيل وميليندا غيتس التمويل لبدء مدارس شاملة في جميع أنحاء الولايات المتحدة. تشمل المنظمات الممولة البارزة،
- EdVisions المدارس
- مدارس التصور
- شبكة التكنولوجيا الجديدة
- أكاديمية نورث باي للاتصالات والتصميم
- المدرسة الثانوية رايسبيك للطيران[14]

يوفر الاتحاد الأوروبي أيضًا تمويلًا لمشاريع التعلم القائمة على المشاريع ضمن برنامج التعلم مدى الحياة 2007-2013 .
وفقا لتيري هيك في مدونته، «تعليم التفكير», هناك ثلاثة أنواع من التعلم القائم على المشاريع. الأول هو التعلم القائم على التحدي/التعليم القائم على حل المشكلات، والثاني هو التعليم القائم على المكان، والثالث هو التعلم القائم على النشاط. التعلم القائم على التحدي هو «نهج متعدد التخصصات وجذاب للتدريس والتعلم يشجع الطلاب على الاستفادة من التكنولوجيا التي يستخدمونها في حياتهم اليومية لحل مشاكل العالم الحقيقي من خلال الجهود المبذولة في منازلهم ومدارسخم ومجتمعاتخم .» التعليم القائم على المكان «يغمر الطلاب في التراث والثقافات المناظر الطبيعية والفرص والخبرات المحلية ويستخدمها كأساس لدراسة فنون اللغة والرياضيات والدراسات الاجتماعية والعلوم وغيرها من المواد عبر المنهج الدراسي، وتشدد على التعلم من خلال المشاركة في مشاريع المدرسة المحلية و/أو المجتمع.» النشاط القائم على التعلم يأخذ نوع من البنائية، يجري الطلاب بناء معنى الخاصة بهم من خلال التدريب العملي على الأنشطة في كثير من الأحيان مع والمجسمات والفرص. كما مدرسة خاصة مزود شبكة نوبل التعليمية تجمع مع البكالوريا الدولية كركيزة أساسية لاستراتيجيتها.

## أدوار
تعتمد على مجموعات التعلم. تحدد مجموعات الطلاب مشاريعهم وبذلك فإنها تشرك صوت الطلاب من خلال تشجيع الطلاب على تحمل مسؤولية الكاملة عن تعلمهم. هذا ما يجعل البنائية. يعمل الطلاب معا لتحقيق أهداف محددة.
عندما يستخدم الطلاب التكنولوجيا كأداة للتواصل مع الآخرين، فإنهم يلعبون دورا نشطا مقابل دور سلبي من نقل المعلومات بواسطة المعلم أو كتاب أو البث. يقوم الطالب باستمرار باخيارات حول كيفية الحصول على المعلومات، أو عرضها، أو التعامل مع المعلومات. التكنولوجيا يجعل من الممكن الطلاب على التفكير بنشاط عن الخيارات التي تجعل وتنفيذ. كل طالب لديه الفرصة للحصول على المشاركة سواء بشكل فردي أو كمجموعة.
دور المدرب في التعلم القائم على المشاريع هو دور الميسر. إنهم لا يتخلون عن السيطرة على الفصل الدراسي أو تعلم الطلاب بل يطورون جوا من المسؤولية المشتركة. يجب على المدرب هيكلة السؤال/القضية المخترحة لتوجيه تعلم الطالب نحو المواد القائمة على المحتوى . يجب على المدرب تنظيم نجاح الطلاب من خلال أهداف انتقالية متقطعة لضمان استمرار تركيز مشروعات الطلاب وامتلاك الطلاب فها عميقا التي يتم التحقيق فيها. الطلاب للمساءلة إلى هذه الأهداف من خلال ردود الفعل مستمرة والتقييمات. التقييم المستمر والتغذية الراجعة الضرورية لضمان الطالب يبقى ضمن نطاق القيادة السؤال المعايير الأساسية المشروع هو محاولة فك. وفقا أندرو ميلر من معهد باك للتعليم التقييمات التكوينية تستخدم «من أجل أن تكون شفافة إلى أولياء الأمور والطلاب، تحتاج إلى أن تكون قادرة على تتبع ورصد الجارية التقييمات التكوينية التي تظهر العمل نحو هذا المعيار.» المدرب يستخدم هذه التقييمات لتوجيه عملية التحقيق وضمان تعلمه الطلاب المحتوى المطلوب. بمجرد أن يتم الانتهاء من المشروع، المدرب بتقييم المنتج النهائي وتعلم أنه يدل
يتمثل دور الطالب في طرح الأسئلة، وبناء المعرفة، وتحديد حل واقعي مشكلة للمسألة/السؤال المقدم. يجب أن يتعاون الطلاب لتوسيع مهارات الاستماع النشط ويطلب منهم الانخراط في اتصالات ذكية. وبالتالي السماح لهم التفكير بعقلانية في كيفية حل المشاكل. قوات الطلاب على امتلاك ناصية النجاح.

## نتائج
أكثر أهمية من تعلم العلوم، الطلاب بحاجة إلى تعلم كيفية العمل في المجتمع، والتالي تحمل المسؤوليات الاجتماعية. وكانت أهم في المدارس التي تقع في المناطق الفقيرة، وعندما يتحمل الطلاب إسهامات المسؤولية، أو الملكية، من أجل تعلمهم، يرتفع احترامهم لذاتهم . كما أنه يساعد على خلق عادات وموافق عمل أفضل تجاه التعلم. في الاختبارات المعيارية، كانت المدارس الضعيفة قادرة على رفع درجات اختبار الخاصة بها بمستوى كامل من خلال تنفيذ . [بحاجة لمصدر] على الرغم من أن الطلاب العمل في مجموعات، كما أنها تصبح أكثر استقلالا لأنها تلقي بعض التعليمات من المعلم. التعلم القائم على المشروع كما يتعلم الطلاب المهارات الأساسية في مجال التعليم العالي. يتعلم الطلاب أكثر من مجرد العثور على إجابات، يتيح لهم توسيع عقولهم والتفكير فيما وراء ما يفعلون عادة. الطلاب يجب أن تجد إجابات على الأسئلة الجمع بين لهم باستخدام خطيرة مهارات التفكير من أجل التوصل إلى إجابات.
مهمة لدراسة المفاهيم (الخاطئة) المفاهيم المحلية والحدس في مرحلة الطفولة التي يصعب استبدالها بدروس الصفول الدراسية التقليدية. في المشاريع العلم هو ثقافة المجتمع؛ مجموعات الطلاب أنفسهم في حل هذه التفاهمات من الظواهر الخاصة بهم مع بناء المعرفة. التكنولوجيا تتيح لهم البحث في أكثر الطرق المفيدة، جنبا إلى جنب مع الحصول على نتائج أسرع.
يحذر معارضو التعلم القائم على المشاريع من النتائج السلبية في المقام الأول في المشاريع التي تصبح غير مركزة ومماسية بحجة أن الدروس المختلفة يمكن أن يؤدي إلى إضاعة وقت الصف الثمين. لم يثبت أن طريقة التدريس واجدة أكثر فعالية من غيرها. يقترح المعارضون أن الروايات وتقديم الأدلة القصصية المدرجة في تعليمات أسلوب المحاضرة- يمكن أن تنقل نفس المعرفة في وقت أقل من الفصل الدراسي. بالنظر إلى أن الطلاب المحرومين لديهم فرص أقل عموما لتعلم المحتوى الأكاديمي خارج المدرسة، فإن إضاعة الوقت في الفصل بسبب درس مركز يمثل مشكلة معينة. يمكن أن يخدع المدرسون في التفكير أنه طالما كان طالب متشاركا وفعلا لإإنهم يتعلمون . في نهاية المطاف هو النشاط المعرفي الذي يحدد نجاح الدرس. إذا كان المشروع لا تبقى على المهمة المحتوى مدفوعة الطالب لن تكون ناجحة في تعلم المواد. الدرس لن تكون فعالة. مصدر الصعوبة للمعلمين يشمل «الحفاظ على هذه المشاريع المعقدة على المسار الصحيح أثناء حضوره الطلاب احتياجات التعلم الفردية يتطلب داهية التدريس، وكذلك الصناعية-قوة إدارة المشروع.» مثل أي نهج المشروع على أساس التعلم هو مفيد فقط عند تطبيقها بنجاح.
يعد التعلم القائم على حل المشكلات نهجا تربويا مشابها ومع ذلك فإن النهج القائمة على حل المشكلات تعمل على بناء أنشطة الطلابية بشكل أكبر من خلال مطالبتهم بحل مشكلات محددة (مفتوحة) بدلا من الاعتماد على الطلاب أن تأتي مع مشاكلهم الخاصة في سياق استكمال المشروع. أخرى مماثلة على ما يبدو النهج القائمة على السعي التعلم؛ على عكس التعلم القائم على المشروع في البحث يتم تحديد المشروع تحديدا على ما يجد الطلاب مقنعة (مع التوجيه حسب الحاجة), بدلا من المعلم كونه المسؤول الأول عن تشكيل المسألة الأساسية والمهمة.
وجد التحليل التلوي الذي أجرته جامعة بوردو بشكل جيد، يمكن أن تزيد من الاحتفاظ الطويل الأمد من المواد القابلة للتكرار المهارة، وكذلك تحسين المعلمين واتجاهات الطلاب نحو التعلم.

## التغلب على العقبات والانتقادات
كثرة الانتقادات هو أنه عندما يعمل الطلاب في مجموعات فإن بعضهم سوف «يتراجعون» أو يستريحون ويترك الآخرون يقومون بكل العمل. توصي المعلمون دائما في بناء هيكل المناهج التنظيمية الاستراتيجية المعروفة باسم بانوراما وأفرقة الخبراء. هذا الهيكل قوات الطلاب الموجه ذاتيا ومستقلة العمل التبادلي.
وهذا يعني أنه تعيين الفصل (ويفضل أن يكون ذلك عشوائيا عن طريق القرعة) إلى مجموعات الخبراء. يتم بعد ذلك تكليف كل من مجموعات الخبراء ثم عميق دراسة أحد جوانب معينة من المشروع ككل. على سبيل المثال، فئة دراسة حول القضايا البيئية في المجتمع ويمكن تقسيمها إلى التالي أفرقة الخبراء:
1. الهواء
2. أرض
3. ماء
4. تأثير الإنسان على البيئة

يتم تكليف مجموعة خبراء بدراسة المواد الخاصة بمجموعتهم، وتدوين الملاحظات، ثم الاستعداد لتدريس ما تعلموه لبقية الطلاب في الصفل. أن تفعل ذلك، فإن فئة «بانوراما»، وبالتالي خلق بانوراما المجموعات. بانوراما المجموعات في المثال أعلاه أن كل تتألف من ممثل واحد من كل من أفرقة الخبراء، لذلك كل بانوراما مجموعة تشمل ما يلي:
1. أحد الخبراء على الهواء
2. خبير واحد على الأرض
3. أحد الخبراء في الماء
4. أحد الخبراء حول «تأثير الإنسان على البيئة»

بعد ذلك يتناوب كل من هؤلاء الخبراء على تعليم الآخرين في المجموعة. وأكد الاعتماد المتبادل الكلي. لا يمكن لأحد «الركود» لأن كل طالب هو الشخص الوحيد في المجموعة الذي لذي «جزء» من المعلومات. فائدة أخرى هي أنه يجب أن يكون الطلاب قد تعلموا المفاهيم والمهارات والمعلومات بشكل جيد بما فيه الكفاية لتكون قادرة على تعليم ذلك يجب أن تكون قادرة على تقييم (وليس تقدير) تعلمهم وتعلم أقرانهم والتعلم . هذ يفرض تجربة تعليمية أعمق بكثير.
يوصي آن شو بأنه عندما يُدَرِّس الطلاب بعضهم البعض فإنهم يشاركون أيضا بشكل تعاوني في إنشاء خريطة مفاهيم أثناء بتدريس بعضهم البعض. وهذا يضيف بعدا هاما على التفكير والتعلم. يمكن للطلاب بناء على هذه الخريطة في كل مرة بانوراما. إذا كان المشروع من المقرر أن تستمر على مدى فترة ستة أسابيع الطلاب قد يجتمع في أفرقة الخبراء مرتين في الأسبوع ثم بانوراما مرتين في الأسبوع، بناء على الاستكشاف والتعلم من المواضيع مع مرور الوقت.
مرة واحدة كل الخبراء تدرس بعضها البعض، بانوراما مجموعة ثم التصاميم ويخلق المنتج لإظهار ما نعرف الآن عن جميع الجوانب الأربعة من وحدة الهواء والأرض والماء الإنسان أثر. على أساس الأداء المنتجات قد تشمل مجموعة واسعة من الاحتمالات مثل صور الخاصة، التمثيليات والمسرحيات المناقشات ينتجها الطلاب-إنتاج أفلام وثائقية، المواقع على شبكة الإنترنت، مؤشرات الترابط الصوتية، وجلوجسترز والألعاب (الرقمية أم لا), عروض على أفراد المجتمع (مثل مجلس المدينة أو منظيمة مجتمعية)، برنامج إذاعي أو تلفزيوني من إنتاج الطلاب في تنظيم المؤتمر، عادل، فيلم المهرجان.
يتم تقييم الطلاب بطريقتين:
1. تقييمات فردية لكل طالب – قد تتضمن البحوث والملاحظات التدريس الإعدادية الملاحظات ملاحظة المعلم. تقييمات أخرى قد تشمل تلك المخصصة من قبل المعلم، على سبيل المثال، كل طالب في الصف يجب أن يكتب الفرد ورقة بحثية عن موضوع من اختيارهم من ضمن الموضوع العام .
2. مجموعة تقييم كل بانوراما مجموعة يخلق ويعرض منتجاتها، ويفضل أن جمهور أخرى من المعلم أو الصف.[20]

## نقد
أحد المخاوف هو أن قد تكون غير مناسبة في الرياضيات، والسبب في ذلك أن الرياضيات تعتمد أساسا على المهارات في المرحلة الابتدائية. لا يسمح تحويل المنهج إلى مشروع أو سلسلة من المشاريع لا تسمح الضروري ممارسة معينة المهارات الرياضية. فعلى سبيل المثال، العوملة الدرجة الثانية التعبيرات في الابتدائية الجبر واسعة يتطلب التكرار [بحاجة لمصدر].
من ناحية أخرى، يمكن للمعلم دمج نهج في المناهج القياسية، مما يساعد الطلاب على رؤية بعض السياقات الأوسع حيث يمكن تطبيق المعادلات التربيعية المجردة. على سبيل المثال، يشير قانون نيوتن إلى أن الأشياء المقذوفة تتبع مسارًا مكافئًا، وأن جذور المعادلة المقابلة تتوافق مع مواقع بداية ونهاية الكائن.
آخر الانتقادات من هو أن التدابير التي ذكرت أسباب نجاحه لا يمكن قياسها باستخدام معيار أدوات القياس والاعتماد على ذاتي عناوين لتقييم النتائج. [بحاجة لمصدر]
هناك أيضا اتجاه معين لإنشاء المنتج النهائي للمشروع لتصبح القوة الدافعة في الأنشطة الصفية. عندما يحدث هذا أن يفقد المشروع تركيزه على المحتوى ويكون غير فعال في مساعدة الطلاب على تعلم ومفاهيم ومهارات معينة. على سبيل المثال قد تركز المشاريع الأكاديمية التي تتوج في عرض فني أو معرض على العمليات الفنية التي ينطوي عليها إنشاء العرض أكثر من التركيز على المحتوى الأكاديمي أن المشروع يهدف إلى مساعدة الطلاب على التعلم.